# 4. Division (Deutsches Kaiserreich)
Die 4. Division, für die Dauer des mobilen Verhältnisses auch als 4. Infanterie-Division bezeichnet, war ein Großverband der Preußischen Armee.

## Gliederung
Die Division war Teil des II. Armee-Korps.

### Friedensgliederung 1914
- 7. Infanterie-Brigade in Bromberg
  - Infanterie-Regiment „Graf Schwerin“ (3. Pommersches) Nr. 14 in Bromberg
  - 6. Westpreußisches Infanterie-Regiment Nr. 149 in Schneidemühl und Deutsch Krone (III. Bataillon)
- 8. Infanterie-Brigade in Gnesen
  - 6. Pommersches Infanterie-Regiment Nr. 49 in Gnesen
  - 4. Westpreußisches Infanterie-Regiment Nr. 140 in Hohensalza
- 4. Kavallerie-Brigade in Bromberg
  - Grenadier-Regiment zu Pferde „Freiherr von Derfflinger“ (Neumärkisches) Nr. 3 in Bromberg
  - Dragoner-Regiment „von Arnim“ (2. Brandenburgisches) Nr. 12 in Gnesen
- 4. Feldartillerie-Brigade in Bromberg
  - 2. Pommersches Feldartillerie-Regiment Nr. 17 in Bromberg
  - Hinterpommersches Feldartillerie-Regiment Nr. 53 in Bromberg und Hohensalza (I. Abteilung)

### Kriegsgliederung bei Mobilmachung 1914
- 7. Infanterie-Brigade
  - Infanterie-Regiment „Graf Schwerin“ (3. Pommersches) Nr. 14
  - 6. Westpreußisches Infanterie-Regiment Nr. 149
- 8. Infanterie-Brigade
  - 6. Pommersches Infanterie-Regiment Nr. 49
  - 4. Westpreußisches Infanterie-Regiment Nr. 140
- Dragoner-Regiment „von Arnim“ (2. Brandenburgisches) Nr. 12
- 4. Feldartillerie-Brigade
  - 2. Pommersches Feldartillerie-Regiment Nr. 17
  - Hinterpommersches Feldartillerie-Regiment Nr. 5
- 2. und 3. Kompanie/Pommersches Pionier-Bataillon Nr. 2

### Kriegsgliederung vom 20. März 1918
- 8. Infanterie-Brigade
  - Infanterie-Regiment „Graf Schwerin“ (3. Pommersches) Nr. 14
  - 6. Pommersches Infanterie-Regiment Nr. 49
  - 4. Westpreußisches Infanterie-Regiment Nr. 140
  - MG-Scharfschützen-Abteilung Nr. 9
- Artillerie-Kommandeur Nr. 4
  - Hinterpommersches Feldartillerie-Regiment Nr. 53
  - Fußartillerie-Bataillon Nr. 48
- Pionier-Bataillon Nr. 114
- Divisions-Nachrichten-Kommandeur Nr. 4

## Geschichte
Der Großverband wurde am 5. September 1818 errichtet. Das Kommando stand zunächst in Torgau, dann ab 1820 in Stargard und schließlich von 1852 bis zur Auflösung Ende 1918 in Bromberg.

### Gefechtskalender

#### 1914
- 18. bis 19. August – Schlacht an der Gette
- 23. bis 24. August – Schlacht bei Mons
- 28. bis 30. August – Kämpfe an der Somme
- 02. September – Gefecht bei Senlis
- 05. bis 9. September – Schlacht am Ourcq
- 12. September bis 3. November – Kämpfe an der Aisne
  - 2. bis 15. Oktober – Kämpfe bei Roye
  - 2. November – Gefecht bei Soupir
  - 5. bis 22. November – Schlacht bei Ypern
- 22. bis 27. November – Reserve der OHL
- 27. November bis 15. Dezember – Schlacht bei Lodz
- ab 18. Dezember – Schlacht an der Rawka-Bzura

#### 1915
- bis 18. Februar – Schlacht an der Rawka-Bzura
  - 31. Januar bis 15. Februar – Schlacht bei Humin
- 19. bis 26. Februar – Reserve der OHL
- 28. Februar bis 20. März – Kämpfe am Czyrak
- 13. bis 28. März – Angriff auf den Zwinin
- 02. bis 13. April – Osterschlacht im Laborczatal
- 14. April bis 4. Mai – Stellungskämpfe im Laborczatal
- 05. bis 14. Mai – Verfolgungskämpfe in Mittelgalizien
- 13. Mai bis 13. Juni – Kämpfe um Przemyśl
- 17. bis 22. Juni – Schlacht bei Lemberg
- 23. Juni bis 8. Juli – Verfolgungskämpfe an der galizisch-polnischen Grenze
- 13. bis 18. Juli – Schlacht bei Grabowiec
- 19. bis 30. Juli – Schlacht bei Wojslawice
- 01. bis 3. August – Schlacht bei Cholm
- 07. bis 12. August – Schlacht an der Ucherka
- 13. bis 17. August – Schlacht bei Wlodawa
- 18. bis 24. August – Angriff auf Brest-Litowsk
- 25. bis 26. August – Einnahme von Brest-Litowsk
- 27. bis 28. August – Verfolgung auf Kobryn
- 29. bis 30. August – Gefecht bei Kobryn
- 01. bis 12. September – Kämpfe an der Jasiolda und an der Zelwianka
- 30. September bis 6. Oktober – Reserve der OHL
- 08. Oktober bis 3. November – Herbstschlacht in der Champagne
- ab 4. November – Stellungskämpfe in der Champagne

#### 1916
- bis 23. April – Stellungskämpfe in der Champagne
- 25. April bis 25. August – Schlacht bei Verdun
  - 28. April bis 16. Mai – Erstürmung der Höhe 304
  - 15. Juli bis 5. August – Kämpfe beim Zwischenwerk Thiaumont
- 25. August bis 9. September – Reserve der OHL
- ab 9. September – Stellungskämpfe vor Verdun
  - 15. bis 16. Dezember – Kämpfe bei Louvemont und Bezonvaux

#### 1917
- bis 11. März – Stellungskämpfe vor Verdun
- 15. März bis 5. April – Stellungskämpfe an der Aisne
- 06. April bis 27. Mai – Doppelschlacht Aisne-Champagne
- 28. Mai bis 30. Oktober – Stellungskämpfe bei Reims
- 01. bis 25. November – Schlacht in Flandern
- ab 26. November – Stellungskämpfe in Flandern und Artois

#### 1918
- bis 13. März – Stellungskämpfe in Flandern und Artois
- 13. bis 20. März – Stellungskämpfe im Artois und Aufmarsch zur Großen Schlacht in Frankreich
- 21. März bis 6. April – Große Schlacht in Frankreich
  - 21. bis 23. März – Durchbruchsschlacht Monchy-Cambrai
  - 24. bis 25. März – Schlacht bei Bapaume
- 07. bis 11. April – Kämpfe zwischen Arras und Albert
- 12. bis 30. April – Stellungskämpfe in Flandern und Artois
  - 12. bis 18. April – Schlacht bei Armentières
- 01. Mai bis 4. August – Stellungskämpfe in Französisch-Flandern und Artois
- 05. August bis 6. September – Kämpfe vor der Front Ypern-La Bassée
- 07. September bis 14. Oktober – Kämpfe vor der Front Armentières-Lens
- 15. Oktober bis 4. November – Kämpfe vor und in der Hermannstellung
- 05. bis 11. November – Rückzugskämpfe vor der Antwerpen-Maas-Stellung
- ab 12. November – Räumung des besetzten Gebietes und Marsch in die Heimat

## Kommandeure
| Dienstgrad                   | Name                              | Datum                                                              |
| ---------------------------- | --------------------------------- | ------------------------------------------------------------------ |
| Generalmajor/Generalleutnant | Karl August Ferdinand von Borcke  | 05. September 1818 bis 15. Dezember 1830                           |
| Generalleutnant              | Jakob Friedrich von Rüchel-Kleist | 30. März 1831 bis 29. März 1838                                    |
| Generalmajor/Generalleutnant | Ludwig von Sohr                   | 30. März 1838 bis 8. April 1842                                    |
| Generalmajor                 | Friedrich von Brandenstein        | 28. April 1842 bis 25. Oktober 1843                                |
| Generalmajor                 | Heinrich von Holleben             | 26. Oktober 1843 bis 2. Oktober 1844                               |
| Generalmajor/Generalleutnant | Heinrich von Wedel                | 03. Oktober 1844 bis 3. März 1852                                  |
| Generalmajor/Generalleutnant | Ferdinand von Fidler              | 16. März 1852 bis 6. Juni 1856                                     |
| Generalmajor/Generalleutnant | Friedrich von Dankbahr            | 07. Juni 1856 bis 9. Mai 1861                                      |
| Generalmajor                 | Emil von Czettritz und Neuhaus    | 10. Mai bis 23. Juli 1861 (mit der Führung beauftragt)             |
| Generalmajor                 | Hans August von Glisczinski       | 24. Juli bis 23. September 1861 (mit der Führung beauftragt)       |
| Generalmajor/Generalleutnant | Hans August von Glisczinski       | 24. September 1861 bis 12. April 1862                              |
| Generalleutnant              | Friedrich Herwarth von Bittenfeld | 13. April 1862 bis 16. September 1866                              |
| Generalmajor/Generalleutnant | Benno Hann von Weyhern            | 17. September 1866 bis 27. April 1871                              |
| Generalmajor                 | Heinrich von Koblinski            | 28. April bis 22. Mai 1871                                         |
| Generalleutnant              | Georg von der Gröben              | 23. Mai 1871 bis 12. Januar 1872                                   |
| Generalleutnant              | Friedrich Wilhelm von Schmeling   | 13. Januar 1872 bis 7. November 1873                               |
| Generalmajor/Generalleutnant | Georg von Wedell                  | 08. November 1873 bis 9. Februar 1874                              |
| Generalmajor/Generalleutnant | August von Borries                | 10. Februar 1874 bis 8. Oktober 1880                               |
| Generalmajor                 | Heinrich von Rosenzweig           | 09. bis 17. Oktober 1880 (mit der Führung beauftragt)              |
| Generalmajor/Generalleutnant | Heinrich von Rosenzweig           | 18. Oktober 1880 bis 16. Oktober 1883                              |
| Generalleutnant              | Hermann von Radecke               | 17. Oktober 1883 bis 13. Oktober 1884                              |
| Generalmajor/Generalleutnant | Eduard von Jena                   | 14. Oktober 1884 bis 2. November 1885 (mit der Führung beauftragt) |
| Generalmajor                 | Alfred von Lewinski               | 03. November bis 11. Dezember 1885 (mit der Führung beauftragt)    |
| Generalleutnant              | Alfred von Lewinski               | 12. Dezember 1885 bis 7. April 1889                                |
| Generalleutnant              | August von Seebeck                | 08. April 1889 bis 23. März 1890                                   |
| Generalleutnant              | Georg von Albedyll                | 24. März 1890 bis 17. April 1893                                   |
| Generalleutnant              | Ferdinand von Lütcken             | 18. April 1893 bis 12. Mai 1897                                    |
| Generalleutnant              | Paul von Abel                     | 13. Mai 1897 bis 4. September 1900                                 |
| Generalleutnant              | Wilhelm Linde                     | 05. September 1900 bis 23. April 1904                              |
| Generalleutnant              | Egon von Schulz                   | 24. April 1904 bis 9. April 1906                                   |
| Generalleutnant              | Ludwig von Held                   | 10. April 1906 bis 31. März 1909                                   |
| Generalleutnant              | Richard Kolewe                    | 01. April 1909 bis 12. Februar 1912                                |
| Generalmajor                 | Günther von Pannewitz             | 20. Februar bis 21. April 1912 (mit der Führung beauftragt)        |
| Generalleutnant              | Günther von Pannewitz             | 22. April 1912 bis 1. November 1914                                |
| Generalmajor/Generalleutnant | Erich Freyer                      | 02. November 1914 bis 25. Oktober 1918                             |